# مونگوا
مونگوا (انگلیسی: Mongua) نام یک منطقه مسکونی در کلمبیا است.